# Nycticebus menagensis
Cu li chậm Philippine (Danh pháp khoa học: Nycticebus menagensis) là một loài linh trưởng trong nhóm Strepsirrhini và một loài trong chi Nycticebus có nguồn gốc ở phía bắc và phía đông khu vực ven biển của đảo Borneo, cũng như quần đảo Sulu ở Philippines. Các loài lần đầu tiên được đặt tên là Nycticebus Borneo vào năm 1892, nhưng gộp vào rộng rãi chậm cu li Sunda (N. coucang) vào năm 1952. Tuy nhiên, nó đã được đề bạt lên loài đầy đủ cùng với loài Nycticebus borneo dựa trên phân tích phân tử trong năm 2006. Trong năm 2013, hai phân loài trước đây của Nycticebus Borneo đã được nâng tầm lên thành loài, và một mới loài- N. Kayan-đã được công nhận.

## Đặc điểm
Với trọng lượng 265-300 gram (9,3-10,6 oz), nó là một trong những loài nhỏ nhất của nhóm culi chậm, và có thể được phân biệt với culi chậm khác, nó có một cái đuôi tàn tích, đầu tròn, tai ngắn, móng vuốt cong, và một tuyến sản xuất ra một chất độc da dầu, chúng sống trên cây, ăn đêm làm cho nó khó khăn để xác định vị trí. Giống như tất cả culi chậm, đuôi của Nycticebus Philippine là thoái hóa và nó có một cái đầu tròn và tai ngắn và một khuôn mặt phẳng rộng với đôi mắt lớn. Trọng lượng cơ thể của loài này thường là trong khoảng 265-325 gram (9,3-11,5 oz), mặc dù trọng lượng lên tới 700 gram (25 oz) đã được ghi nhận.
Cơ thể có chiều dài trung bình 274,2 mm (10.80 in), và chiều dài hộp sọ của nó dao động trong khoảng 54,5 và 56,5 mm (2.15 và 2.22 in) khoảng trung gian trong kích thước giữa lùn Nycticebus nhỏ hơn và lớn hơn Sunda Nycticebus, các loài này có thể được phân biệt với những cá thể khác bằng vàng nhạt của nó để lông màu đỏ, có độ tương phản thấp đánh dấu trên mặt và đầu của nó, và sự thiếu nhất quán của một răng cửa trên thứ hai, phía dưới đôi khi kéo dài xuống dưới vòm gò má. Các sọc giữa hai mắt của nó hẹp, tai thường thiếu lông. 

## Phân bố
N. menagensis được tìm thấy chủ yếu ở các khu vực ven biển và đồng bằng ở phía bắc và đông đảo Borneo, ở các tỉnh Brunei, Sabah, và Đông Kalimantan. Nó cũng được tìm thấy trên các đảo phía nam Philippines, được gọi là Quần đảo Sulu, và có thể được tìm thấy trên các đảo gần khác, chẳng hạn như các đảo ngoài khơi Sabah Banggi. Nó được tìm thấy ở độ cao từ 35-100 mét (115-328 ft) trong rừng nguyên sinh và thứ sinh đất thấp, vườn, và rừng trồng. Nó đang bị nghi ngờ là một trong những loài côn trùng. 